# Siphona medialis
Siphona medialis är en tvåvingeart som beskrevs av O'hara 1982. Siphona medialis ingår i släktet Siphona och familjen parasitflugor. Inga underarter finns listade i Catalogue of Life.